# Баєво (Ардатовський район)
Ба́єво (рос. Баево, ерз. Баеньбуе) — село у складі Ардатовського району Мордовії, Росія. Адміністративний центр Баєвського сільського поселення.

## Населення
Населення — 1834 особи (2010; 1862 у 2002).
Національний склад (станом на 2002 рік):
- ерзяни — 94 %